# Linia kolejowa nr 178
Linia kolejowa nr 178 Zabrze Mikulczyce – Tworóg – dawna linia kolejowa w Polsce, w zachodniej części województwa śląskiego, łącząca Zabrze z Tworogiem.

## Historia
Budowę linii, która miała łączyć niemieckie wówczas Mikulczyce (niem. Mikultschütz) z Tarnowskimi Górami (niem. Tarnowitz O.S), planowano jeszcze przed I wojną światową. Włączenie w 1922 roku miasta Tarnowskie Góry do II RP wymusiło jednak zmianę przebiegu linii oraz lokalizacji stacji końcowej, którą ostatecznie wybudowano w Brynku (niem. Brynnek). Budowa nowej linii miała na celu umożliwienie ponownego połączenia kolejowego między miastami Beuthen (obecnie Bytom) i Oppeln (obecnie Opole), które to po zmianie granic były skomunikowane tylko przez terytorium Polski.
Budowę linii zakończono 7 października 1928 roku. Wybudowano na niej stacje: Wieschowa (pol. Wieszowa), Broslawitz (pol. Zbrosławice), Miedar (pol. Miedary) oraz Brynnek (pol. Brynek), a także przystanek osobowy Kamienietz (pol. Kamieniec). Linia stała się fragmentem trasy Wrocław – Fosowskie – Bytom.
7 czerwca 1931 roku o godzinie 22:05 na obecnej linii nr 178 w pobliżu stacji Wieszowa doszło do katastrofy – czołowego zderzenia dwóch pociągów osobowych, w wyniku którego wykoleiło się 11 wagonów, a 30 osób zostało ciężko rannych.
II wojnę światową linia przetrwała bez większych uszkodzeń i wiosną 1945 została przejęta przez administrację polską.
W 1979 roku przystąpiono do budowy magistrali łączącej Górny Śląsk z portami Bałtyku. Jej częścią miała być linia Mikulczyce – Tworóg. Całą linię zamknięto w celu jej przebudowy, poszerzono nasypy i ułożono drugi tor. Wyburzono część starych ceglanych mostów i postawiono nowe. Przed ponownym uruchomieniem w maju 1981 zelektryfikowano jeden tor; drugi – rok później.
Po rozpoczęciu się w latach 90. kryzysu gospodarczego zmniejszała się liczba przewozów, w tym przewozów pasażerskich. We wrześniu 1994 zamknięto ruch pasażerski na tej linii, natomiast ruch towarowy był utrzymywany jeszcze przez kilka lat i zakończył się w maju 1999 roku. Wkrótce po ustaniu ruchu zdjęto sieć trakcyjną oraz rozebrano jeden tor. Część budynków stacyjnych została zaadaptowana do celów mieszkalnych zatracając swój dawny wygląd, część zaś uległa całkowitej dewastacji.
Drugi tor, a tym samym całą linię, ostatecznie rozebrano w połowie 2003 roku.